# Святополк I (князь Великої Моравії)
Святополк (Святоплук, словац. Svätopluk, чеськ. Svatopluk; ? — 894) — з 850-х років по 871 рік князь Нітранського князівства, а з 871 по 894 рік третій князь Великої Моравії. 885 р. Папа Стефан V називає його королем слов'ян.
Походив з династії Моймировичів.

## Біографія

### Шлях до влади
Святополк був племінником князя Ростислава. Наприкінці 850-х років він став на чолі Нітрянського князівства, яке було частиною Великої Моравії. У 867 році, після нападів східних франків, князь Великої Моравії Ростислав підвищив його до рівня сюзерена, сподіваючись таким чином поліпшити обороноздатність  держави. Але внаслідок зростання влади Святополка, Велика Моравія де-факто розділилася на дві частини. Як Ростислав, так і Святополк були змушені відбивати нові вторгнення в 868 і 869 році.
У 870 році Святополк відмовив Ростиславу в покорі і погодився на протекторат Східно-Франкського королівства над Нітранськім князівством. У відповідь, Ростислав спробував його убити і відновити свою владу над Нітрою. Однак Святополку вдалося взяти Ростислава в полон і видати його східним франкам, його багаторічним ворогам. За вироком суду, Ростислава осліпили і згодом той помер в одному з баварських монастирів.
На місце Ростислава франки послали власних кандидатів, графів Вільгельма II і Енгельшалька I, які повинні були правити західною частиною Великої Моравії. Святополк же, що правив в східній частині, сам сподівався перейняти всю владу в державі і відмовився погоджуватися з східно-франкської окупацією, за що франки заточили його разом з Мефодіем. Проте рік по тому у Великій Моравії народ під проводом Славомира підняв повстання проти нав'язаної влади східних франків. Послане Людовиком Німецьким для придушення повстання військо було розбите. Людовик організував другий похід проти повстанців, очолюваний звільненим Святополком, який пообіцяв йому придушити повстання. Однак коли франкське військо досягло Великої Моравії, Святополк перейшов на бік повсталих і очолив їх. Друге франкське військо було вщент розгромлено. У підсумку Святополк зміг стати князем Великої Моравії.

### Князювання

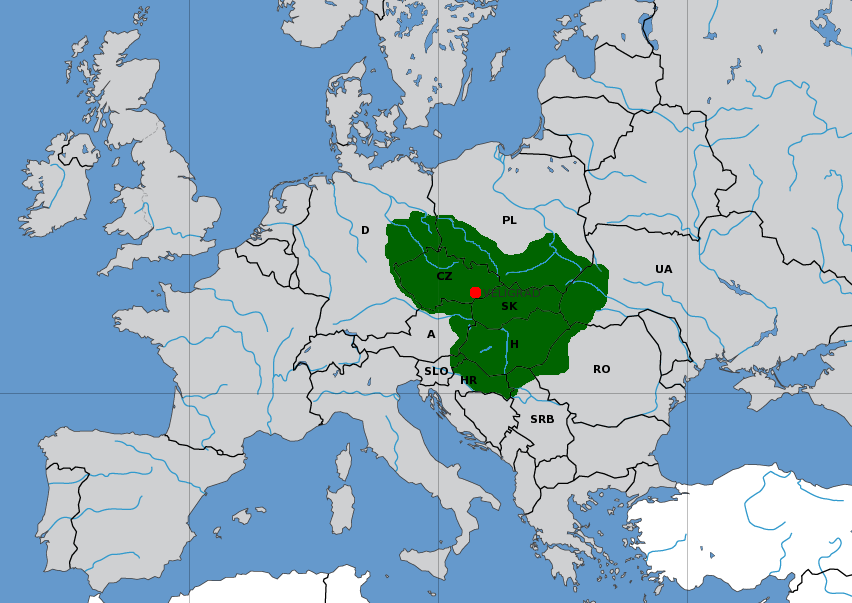
Володіння Великої Моравії при Святополку I

У 871 і 872 рік роках Святополк знову був змушений оборонятися від нападів франків. У році між послами Святополка і Людовика Німецького був укладений Форхгаймський мир, за яким Святополк зобов'язувався виплачувати Східно-Франкському королівству данину і формально визнавав його верховенство. Натомість він отримував перепочинок у боротьбі проти свого найсильнішого супротивника, можливість завойовувати нові землі і перетворити Велику Моравію на потужну державу. Експансії Великої Моравії сприяло її культурну перевагу над сусідами. Вже в 874 році Святополк опанував землями у верхній течії Вісли. Далі він зайняв північ сучасної Моравії в околицях міста Опава. У 880 році до володінь Великої Моравії додалися Сілезія і схід сьогоднішньої Угорщини в середній течії Тиси, що належав тоді болгарам. З 890 року частиною держави Святополка стали також Богемія (князівство Пржемисловичів) і Лужиця.
У 882 році Святополк як союзник східно-франкського короля Карла III вторгся в землі своїх давніх ворогів, маркграфів Вільгельма II і Енгельшалька I та прогнав їх. Вони в свою чергу уклали союз з Арнульфом Каринтійським в Паннонії, який налаштував болгар проти Святополка. Святополк розбив болгар і включив до складу своєї держави навіть Паннонію — частина території Арнульфа Каринтійського.

### Церковна політика

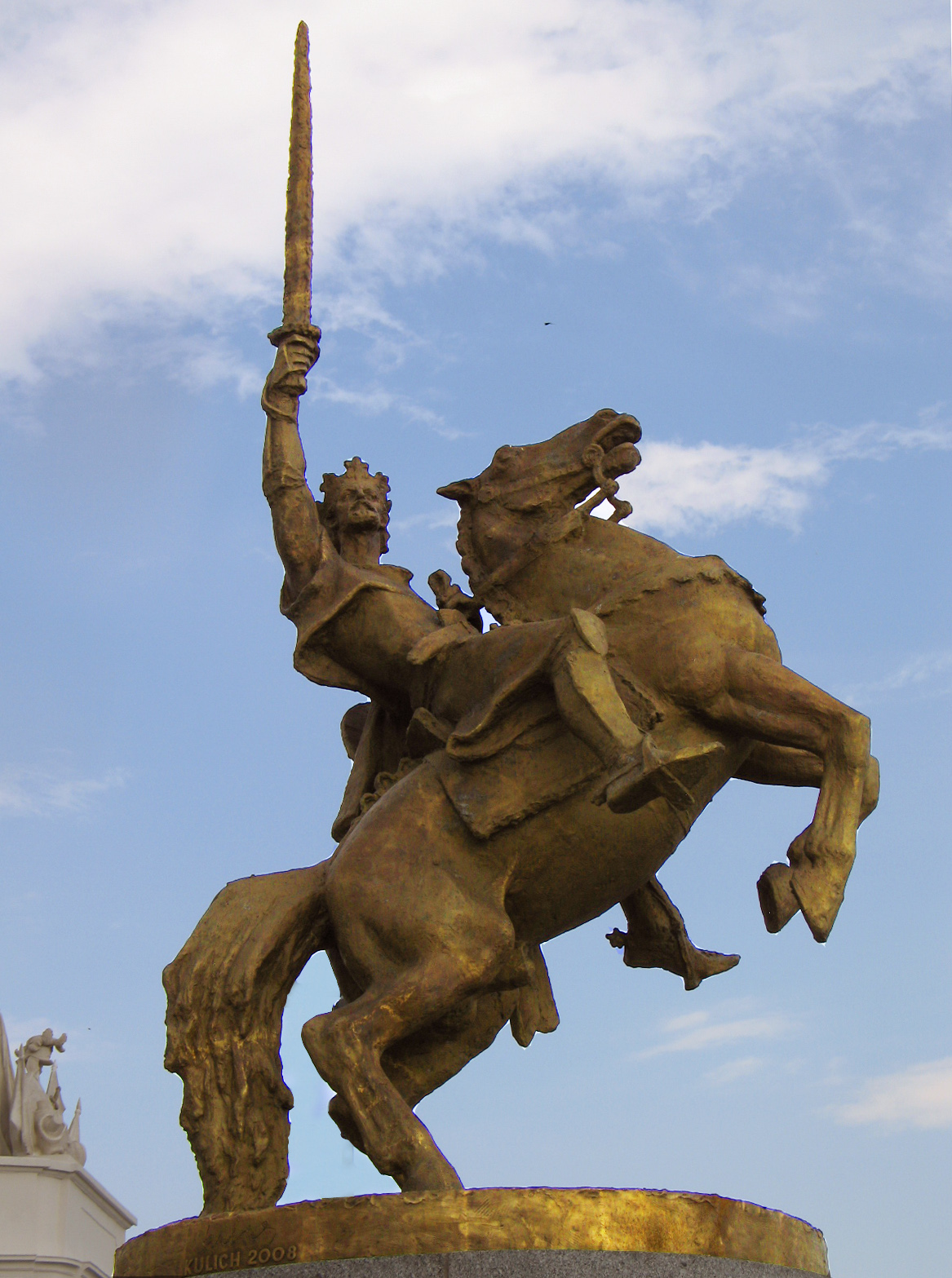
Пам'ятник Святополку у Братиславі

Святополк запровадив значущі суспільні та військові реформи, зберігаючи сильні позиції Великої Моравії в Центральній Європі. До реформ належало також церковне управління, створене в 880 році. У Нітрі було засноване єпископство, підпорядковане архієпископу Мефодію. У тому ж році Велика Моравія стала леном Папи Римського, що означало рівноправне становище зі Східнофранкським королівством. Рік по тому в Нітрі був заснований перший монастир у сучасній Словаччині.
Святополк став і де-юре королем, хоча і раніше іноді називався Rex. В офіційному листуванні Папа Римський Стефан V називає його королем слов'ян (Rex Sclavorum).
У кінці правління Святополка римський папа внаслідок складних відносин і смерті Мефодія заборонив літургію на церковнослов'янській мові, згодом папський легат був вигнаний учнями Мефодія.

### Смерть
Святополк помер у 894 році. На смертному одрі він закликав своїх синів до опору східним франкам і до зміцнення великоморавської держави. Князем Великої Моравії після смерті Святополка став його перший син Моймир II, в той час як другий син, Святополк II, отримав Нітранське князівство, а третій син, Предслав — Братиславу. Згодом між Мойміром II і Святополком II спалахнув конфлікт, в результаті якого почався розпад Великої Моравії.
| Попередник Славомир |  | Великоморавський князь 871-894 |  | Наступник Моймир II |